# جيان لوتشيانو
جيان لوتشيانو (بالفرنسية: Jean Luciano)‏ (2 يناير 1921 نيس فرنسا - 7 يوليو 1997 نيس فرنسا) هو لاعب كرة قدم فرنسي سابق كان يلعب كلاعب وسط.

## روابط خارجية
- جيان لوتشيانو على موقع قاعدة بيانات كرة القدم.إي يو (الإنجليزية)
- جيان لوتشيانو على موقع ناشيونال فوتبول تيمز (الإنجليزية)
- جيان لوتشيانو على موقع عالم كرة القدم.نت (الإنجليزية)